# Барбара Софія Бранденбурзька
Барбара Софія Бранденбурзька (нім. Barbara Sophia von Brandenburg, 16 листопада 1584 — 13 лютого 1636) — бранденбурзька принцеса з династії Гогенцоллернів, донька курфюрста Бранденбургу Йоахіма III Фрідріха та Катерини Бранденбург-Кюстринської, дружина герцога Вюртембергу Йоганна Фрідріха. Регентка герцогства Вюртемберг у 1631—1633 роках. У вересні 1634 року, внаслідок захоплення країни імперськими військами, разом з усією родиною та двором виїхала до Страсбургу, де і померла.

## Біографія
Народилась 16 листопада 1584 року у Галле на Заале. Була восьмою дитиною та другою донькою в родині принца Йоахіма Фрідріха Бранденбурзького та його першої дружини Катерини Бранденбург-Кюстринської. Мала старшу сестру Анну Катерину та братів Йоганна Сигізмунда, Йоганна Георга, Августа, Альбрехта Фрідріха, Йоахіма та Ернста. Згодом сімейство поповнилося молодшим сином Крістіаном Вільгельмом.
У 1598 році батько став курфюрстом Бранденбургу. Матір померла за кілька років після цього, коли Барбарі Софії виповнилося 17. Йоахім Фрідріх незабаром оженився вдруге з ровесницею доньки, прусською принцесою Елеонорою. Втім, шлюб був нетривалим, за кілька днів після народження їхньої єдиної дитини, Елеонора померла. Курфюрст у липні 1608 пішов з життя від інсульту. Наступним правителем Бранденбургу став брат Барбари Софії, Йоганн Сигізмунд.
Перед своїм 25-річчям принцеса взяла шлюб із 27-річним герцогом Вюртембергу Йоганном Фрідріхом. Весілля відбулося 5 листопада 1609 року у Штутгарті. З приводу одруження наречений відремонтував Урахський замок, у тому числі, Золотий зал, який став відомим як один з найкрасивіших бальних залів епохи Відродження. Як удовина резиденція для Барбари Софії передбачався замок Бракенгайм, а також місто й амт Бракенгайм для забезпечення доходу. Подружнє життя виявилося надвичайно щасливим. У пари народилося восьмеро дітей. 
У Тридцятилітній війні Вюртемберг від 1620 року дотримувався нейтралітету, що, проте, не зупиняло імперські війська у їхніх походах через його землі.
У липні 1628 року Йоганн Фрідріх пішов з життя. Барбара Софія замовила ремонт свого замку Бракенгайм, де, між іншим, містилася друга за кількістю картин у Вюртемберзі художня колекція зі 155 полотнами. Сама вона в цей час жила у замках Штутгарту та Кірхгайм-унтер-Теку. 
Оскільки, трон перейшов до неповнолітнього Ебергарда III, при ньому здійснювалося регентство герцогом Монбельяру Людвігом Фрідріхом. Втім, у листопаді 1630 року, сильно хворий, він повернувся до Монбельяру. Після нього країною стали керувати стали герцог Вюртемберг-Вайльтінгену Юлій Фрідріх та Барбара Софія як головний регент. До Бракенгайму вона так і не виїхала, хоча, завдяки турботі про місто та кільком заснованим закладам, вважається його благодійницею.

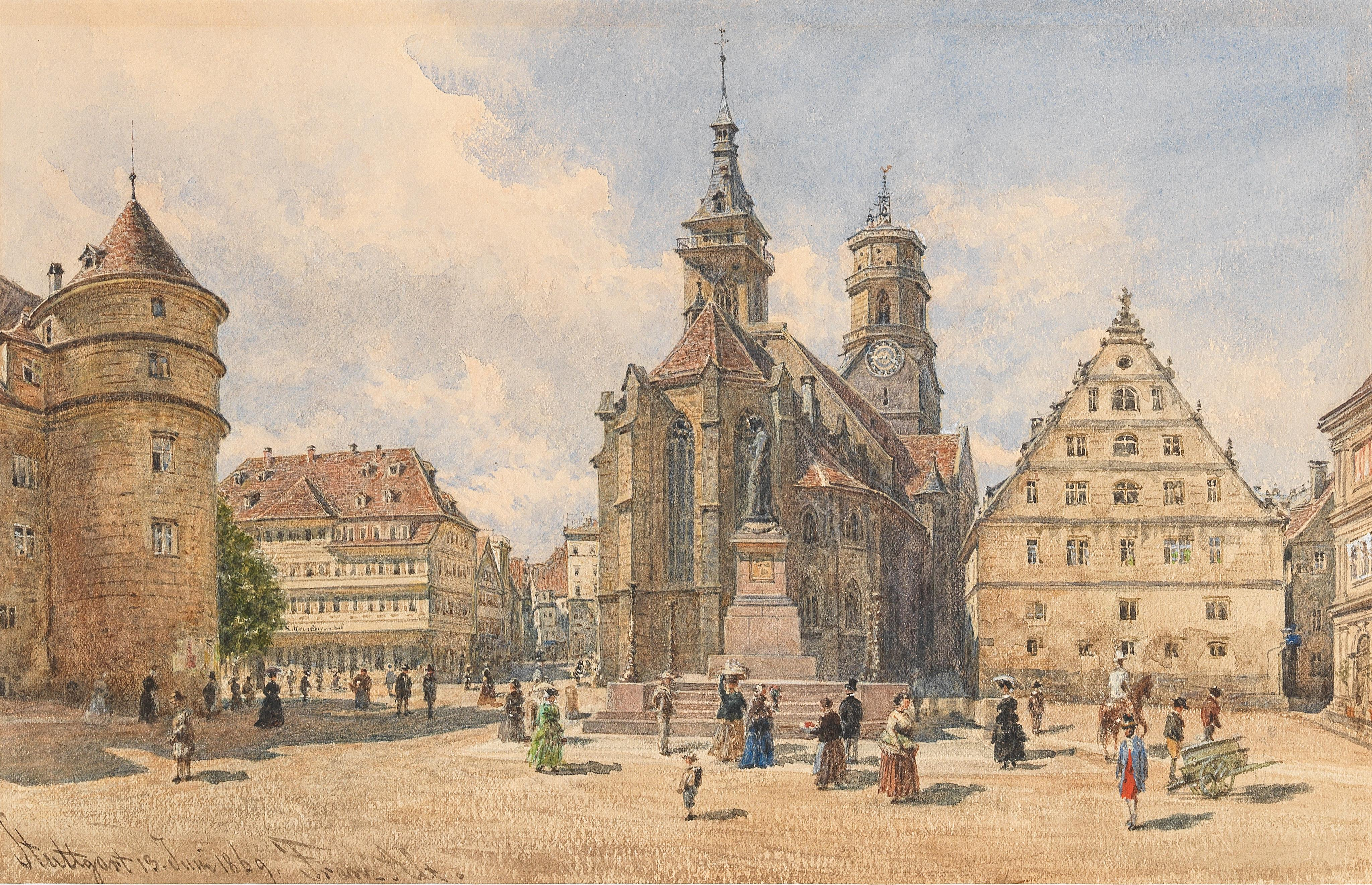
Колегіальна церква Штутгарту

У березні 1633 року Юлій Фрідріх відмовився від регентства. Втім, за пару місяців імператор Фердинанд II Габсбург визнав Ебергарда повнолітнім, і той прийняв повноту влади. Приєднавшись до Хайльброннерської Ліги, юний володар зазнав поразки від католицьких військ у битві при Нердлінгені у вересні 1634 року, через що уся герцозька родина та двір були змушені втікати до Стратсбургу. Вюртемберг був спустошений ворожими військами, після чого імператор почав роздавати його землі своїм родичам та фаворитам.
Барбара Софія померла у вигнанні у Страсбурзі 13 лютого 1636 року. 
У 1638 році Ебергард повернувся до Вюртемберга. Після Вестфальського миру території герцогства були відновлені. У 1655 році Барбару Софію поховали у крипті Колегіальної церкви Штутгарта поруч із чоловіком.

## Родина

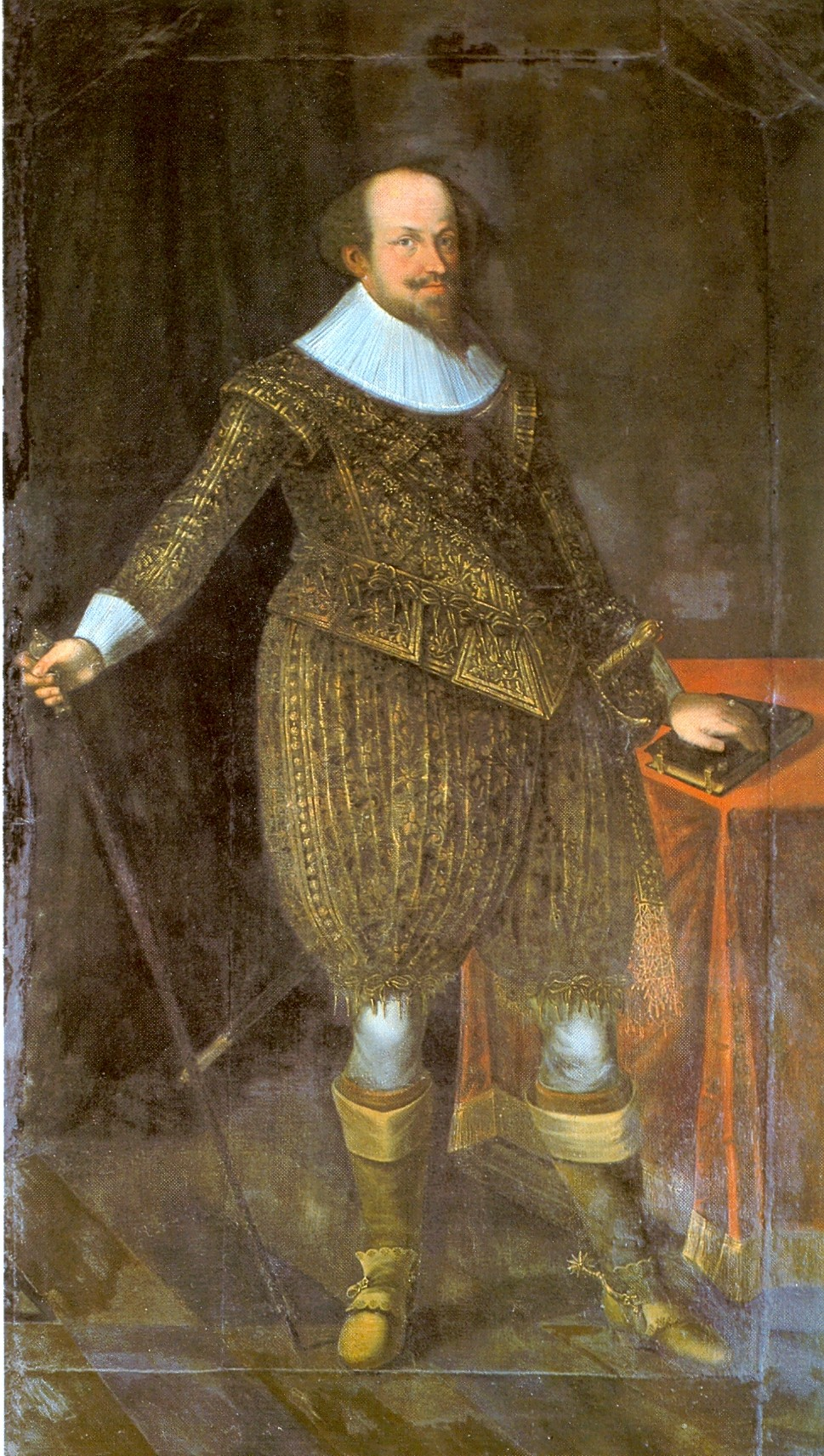
Портрет Йоганна Фрідріха пензля невідомого майстра, Людвігсбурзька резиденція

Чоловік — Йоганн Фрідріх, герцог Вюртемберзький
Діти:
- Генрієтта (1610—1623) — прожила 12 років;
- Фрідріх (15 березня—12 червня 1612) — прожив 3 місяці;
- Антонія (1613—1679) — меценатка, одружена не була, дітей не мала;
- Ебергард (1614—1674) — наступний герцог Вюртембергу у 1628—1674 роках, був двічі одруженим, мав численних нащадків;
- Фрідріх (1615—1682) — герцог Вюртемберг-Нойнштадту, був одруженим із принцесою Брауншвейг-Вольфенбюттельською Кларою Авґустою, мав дванадцятеро дітей;
- Ульріх (1617—1671) — герцог Вюртемберг-Ноєнбюргу, був двічі одруженим, мав трьох доньок, що не залишили нащадків;
- Анна Йоганна (1619—1679) — одружена не була, дітей не мала;
- Сибілла (1620—1707) — дружина герцога Вюртемберг-Монбельяру Леопольда Фрідріха, дітей не мала.